# Starting Over (DEENの曲)
Starting Over（スターティング・オーヴァー）はDEENの32枚目のシングル。

## 作品解説
- シングルとしては約10年振りに織田哲郎によって書き下ろされたバラード曲。2005年にリリースされたセルフカバーアルバムのために曲を依頼した際に、この曲の制作も依頼した。
- 発表当初は「Now&Then」というタイトルで予約を受け付けていたCDショップもあった。
- PVは幕張で撮影された。PVの最後には、ボビー・バレンタイン監督が出演している。実はこの時期に、次のシングル「ダイヤモンド」もリリースするという構想があった。それで「Starting Over」の今からここから始まり、その後に「ダイヤモンド」につながるという裏テーマが隠されている。

## 収録トラックス
1. Starting Over
シングルでは約10年ぶりのDEEN×織田哲郎の組み合わせ。
2. HEARTBEAT
3. 君がいない夏 acoustic version
4. Starting Over (off vocal version)
5. HEARTBEAT (off vocal version)

## 収録アルバム
- 『Diamonds』(#1)
- 『DEEN The Best Classics』(#3)
- 『DEEN PERFECT SINGLES +』(#1)
- 『Another Side Memories〜Precious Best〜』(#2)
- 『DEENAGE MEMORY -20周年記念ベストアルバム-』(#1)
- 『DEEN The Best FOREVER 〜Complete Singles +〜』(#1)

## 初回限定盤
- Best of DEEN キセキ TOUR DOCUMENT(DVD)付

## 参加ミュージシャン
1. 作詞:池森秀一　作曲:織田哲郎　編曲:葉山たけし
2. 作詞:池森秀一　作曲:山根公路　編曲:DEEN＆Steve Good
3. 作詞/作曲:小松未歩　編曲:DEEN

- DEEN
  - 池森秀一：Vocal＆Background Vocals
  - 山根公路：Keyboards，Backbround Vocals＆Synthesizer Programming
  - 田川伸治：Electric Guitar，Acoustic Guitar＆Background Vocals
- サポートメンバー
  - HIDE(can/goo)：Drums＆Percussion
  - KIYO(can/goo)（#1）,宮野和也（#2,3）：Bass
  - 大井実夏，下川美帆：Violin
  - 守田良子：Viola（#1）
  - 森田香織：Cello（#1）

## タイアップ
- 日本テレビ系列「いただきマッスル!」2006年6月エンディングテーマ。

## 関連事項
- BMG JAPAN
- 織田哲郎
- 葉山たけし
- 日本テレビ